# Rybí

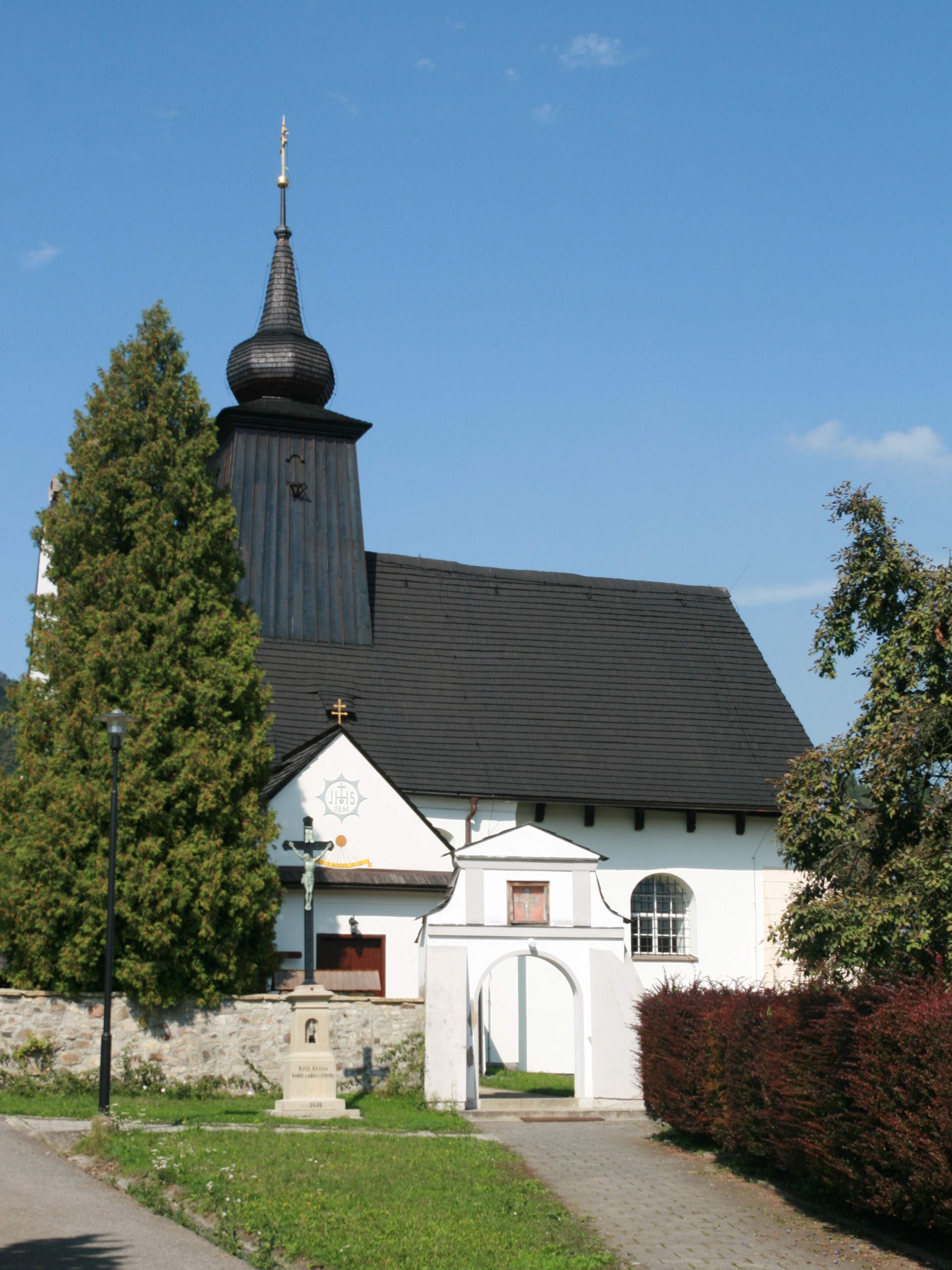
Kirche der Kreuzauffindung

Rybí (deutsch Reimlich) ist eine Gemeinde in Tschechien. Sie liegt fünf Kilometer östlich von Nový Jičín und gehört zum Okres Nový Jičín.

## Geographie
Rybí erstreckt sich in der Štramberská vrchovina (Stramberger Bergland) im Tal des Baches Rybský potok. Durch den Ort führt die Staatsstraße II/482 zwischen Sirkové Lázně und Kopřivnice. Nördlich erhebt sich die Libhošťská hůrka (494 m n.m.), im Osten die Bílá hora (557 m n.m.), südöstlich der Kotouč (511 m n.m.), im Süden der Holivák (485 m n.m.) und der Kocmínek (477 m n.m.) sowie südwestlich der Puntík (500 m n.m.). Das Dorf liegt auf dem Gebiet des Naturparks Podbeskydí.
Nachbarorte sind Libhošť im Norden, Holotová und Závišice im Nordosten, Rybské Paseky, Kopřivnice, Tamovice und Štramberk im Osten, Libotínské Paseky und Ženklava im Südosten, Životice u Nového Jičína im Süden, Žilina im Südwesten, Nový Jičín im Westen sowie Dolní Předměstí und Sirkové Lázně im Nordwesten.

## Geschichte
Archäologische Funde belegen eine frühzeitliche Besiedlung der Gegend. Am Südwesthang der Libhošťská hůrka wurden Steinwerkzeuge aus dem Mittelpaläolithikum sowie zwischen Rybí und Sirkové Lázně zwei jungsteinzeitliche Steinäxte aufgefunden. Einer Legende nach soll Rybí im Jahre 1241 beim Mongoleneinfall zusammen mit Štramberk und weiteren Dörfern zerstört worden sein.
Das Dorf wurde im Jahre 1397 während des Landesausbaus durch die Herren von Krawarn als typisches Waldhufendorf angelegt und gehörte ursprünglich zur Burg Stralenberg. Um 1430 erwarben die Herren von Cimburg die Herrschaft. 1437 verkauften die Testamentsvollstrecker des Ctibor von Cimburg und Křídlo auf Alttitschein dessen gesamte Güter an Wilhelm Puklitz von Posoritz. Die Raubritter Puklitz von Posoritz veräußerten die Herrschaft später an Heinrich von Boskowicz und Czernahor. 1478 verkauften dessen Söhne Tobias und Benedikt von Boskowicz und Czernahor die Herrschaft Stramberg mit dem Städtchen Stramberg sowie elf Dörfern, darunter Rybý, an Benedikt von Hustopetsch.  Nachfolgende Besitzer waren dessen zerstrittene Söhne Albrecht und Latzek.
In dieser Zeit gelangten Rybý und andere Dörfer an Lehnsleute. Zwischen 1519 und 1521 führten der Vladike Georg von Sawersdorf (Jiří ze Závišic) und dessen Schwester Dorothea von Rybí Beschwerde wegen des Foltertodes ihres Bruders Peter von Rybí in Neutitschein. 1523 erwarb Bernhard von Zierotin auf Fulnek das Gut Rybí und schlug es seiner Herrschaft zu. Nach 1531 verkaufte sein Neffe und Erbe Karl von Zierotin die Herrschaft Fulnek einschließlich Raybnig an Ulrich Czettritz von Kynsberg. Bei der Teilung der Herrschaft im Jahre 1584 wurde Reimbnigk Teil der Herrschaft Kunewald. Deren Besitzer Johann Balthasar Czettritz von Kynsberg geriet bald in finanzielle Nöte. 1588 kaufte die Stadt Neutitschein, die sich 1558 freigekauft hatte, die Dörfer Reimnigk und Senftleben für 5600 Mährische Gulden von Johann Balthasar Czettritz von Kynsberg. Nach der Schlacht am Weißen Berg konfiszierte König Ferdinand II. 1621 die freie Stadt Neutitschein mit ihren Gütern und verlieh die Herrschaft 1624 der Olmützer Jesuitenstiftung. Während des Dreißigjährigen Krieges wurde das Dorf am 21. Februar 1624 von polnischen Kosaken niedergebrannt sowie 1642 und 1648 von schwedischen Söldnern geplündert. Nach der Aufhebung des Jesuitenordens wurde die Herrschaft Neutitschein 1781 ohne die Stadt Neutitschein, die 1775 wieder aus der Untertänigkeit befreit worden war, der Theresianischen Ritterakademie übereignet. Zu Beginn des 19. Jahrhunderts errichtete der Neutitscheiner Bürger Martin Ritz am Südrand des Roveň-Waldes ein Schwefelbad. 1822 wurde auf Kosten der Gemeinde eine Lokalie gestiftet.
Im Jahre 1835 bestand das im Prerauer Kreis gelegene Dorf Reimlich bzw. Rýbý aus 104 Häusern, in denen 656 Personen lebten. Haupterwerbsquelle bildete die Landwirtschaft. Unter dem Patronat des Religionsfonds standen die Kirche der Kreuzauffindung, die Lokalie und die Trivialschule. Der Dorfbach trieb eine Mühle an. Abseits lag die lediglich aus 19 Badekammern bestehende Badeanstalt Sumeraw. Ihr Wasser enthielt viel Schwefelwasserstoff und kohlensauren Kalk und wurde zur äußerlichen Anwendung bei arthritischen und rheumatischen Leiden sowie chronischen Hautkrankheiten genützt. Bis zur Mitte des 19. Jahrhunderts blieb Reimlich der Herrschaft Neu-Titschein untertänig.
Nach der Aufhebung der Patrimonialherrschaften bildete Rybé / Reimlich ab 1849 eine Gemeinde im Gerichtsbezirk Neutitschein. Ab 1869 gehörte Rybé zum Bezirk Neutitschein. Zu dieser Zeit hatte das Dorf 788 Einwohner und bestand aus 128 Häusern. Im Jahre 1900 lebten in Rybí 905 Personen, 1910 waren es 1005. Im Jahre 1930 bestand Rybí aus 189 Häusern und hatte 1140 Einwohner. Nach dem Münchner Abkommen wurde das überwiegend mährischsprachige Dorf 1938 dem Deutschen Reich zugeschlagen. 1939 lebten in der Gemeinde 1234 Personen. Bis 1945 gehörte Reimlich  zum Landkreis Neu Titschein. Nach dem Ende des Zweiten Weltkrieges kam das Dorf zur Tschechoslowakei zurück. Zum 1. Januar 1976 wurde Rybí nach Nový Jičín eingemeindet.  Am 24. November 1990 löste sich Rybí wieder on Nový Jičín los und bildete eine eigene Gemeinde. In Sirkové Lázně war bis 1999 die Lungenstation des Krankenhauses Nový Jičín untergebracht. Beim Zensus von 2001 lebten in den 328 Häusern von Rybí 1062 Personen.

## Gemeindegliederung
Für die Gemeinde Rybí sind keine Ortsteile ausgewiesen. Zu Rybí gehört die Einschicht Sirkové Lázně (Bad Summerau).

## Bergbau
Bei Rybí befindet sich eine Edelsteinlagerstätte, bereits vom mährischen Landeshistoriker Středovský (1679–1713) erwähnt wurde. Außerdem sollten im Rybský potok reiche Goldfunde gemacht worden sein.

## Sehenswürdigkeiten
- Kirche der Kreuzauffindung, der am Übergang vom 14. zum 15. Jahrhundert errichtete Bau erhielt seine heutige Gestalt im 17. Jahrhundert. Umgeben wird die Kirche von einem Friedhof.
- Kapellen am Kreuzweg von Nový Jičín über Tamovice nach Štramberk
- Alte Vogtei